# Hucho (Gattung)
Die Vertreter der Gattung Hucho sind große Lachsfische, welche kalte Flüsse und andere Süßwasserlebensräume in Eurasien besiedeln. 
Sie ernähren sich hauptsächlich piscivor und sind durch Überfischung und Habitatverlust gefährdet.

## Merkmale
Die Vertreter der Gattung Hucho haben langgestreckte, annähernd zylindrische Körper, die mit kleinen Schuppen bedeckt sind. Der Körper ist mit dunklen, kreisrunden, halbmond- oder x-förmigen Flecken übersät. Der Kopf ist breit und abgeflacht. Das Maul ist groß und die Maxilla reicht bei ausgewachsenen Exemplaren bis zum hinteren Ende der Augen.
Die Zähne des Gaumenbeins und der Platte des Pflugscharbeins bilden eine durchgehende, hufeisenförmige Reihe. Der Stiel des Pflugscharbeins trägt keine Zähne. Das Basibranchiale ist zahnlos, bei Parahucho perryi trägt es einige wenige Zähne.
Die Augenringknochen (Infraorbitalia) sind dünn, ein Merkmal das die Gattung mit der Gattung Brachymystax teilt, nicht jedoch mit anderen Vertretern der Salmonidae. Der ventrale Ast des Hyomandibulare ist im Vergleich zu anderen Vertretern der Salmonidae deutlich verkürzt.
Die für Lachsfische typische Fettflosse ist groß und misst an ihrer Basis im Durchschnitt mehr als die Hälfte der Basislänge der Afterflosse.
Flossenformel: D II–VII/8–14 A I–V/7–11

## Taxonomie
Das Taxon Hucho wurde erstmals 1866 durch Albert Günther im Sinne einer Untergattung aufgestellt. Er schlug vor mit diesem Namen alle Vertreter der Gattung Salmo zu bezeichnen, die über keine Zähne entlang der Medianlinie des Zungenbeins verfügten. Günther vermutete, dass einige der von Peter Simon Pallas beschriebenen Arten in diese Gruppe fallen könnten, hielt die Bezahnung aber für zu ungenau bekannt um genauere Angaben machen zu können. Neben dem Huchen (Hucho hucho), den er eigentümlicherweise als Hucho germanorum führte, erwähnte er nur den Bachsaibling (Salvelinus fontinalis), unter der Bezeichnung Hucho fontinalis, namentlich als dieser Gruppe zugehörig. Letzterer wurde von späteren Bearbeitern allerdings nicht mehr als zur Gattung Hucho gehörend in Betracht gezogen.
David Starr Jordan und John Otterbein Snyder verwendeten das Taxon 1902 erstmals im Sinne einer eigenständigen Gattung. Gleichzeitig stellten sie mit Hucho blackistoni (= Hucho perryi = Parahucho perryi) eine weitere Art in die Gattung. Lew Semjonowitsch Berg listete 1907 zusätzlich auch den bereits 1773 von Pallas beschriebenen Taimen in dieser Gruppe. Berg sah in Hucho zunächst allerdings keine eigenständige Gattung, sondern eine Untergattung der Saiblinge (Salvelinus) und beim Taimen vermutete er, dass es sich um eine Unterart des Huchen handeln könnte. Erst 1916 revidierte Berg seine Einschätzung und betrachtete Hucho ebenfalls als eigenständige Gattung.
1928 und 1934 wurden mit Hucho ishikawae und Hucho bleekeri zwei weitere Arten in die Gattung Hucho gestellt.
In der zweiten Hälfte des 20. Jahrhunderts wurden Zweifel daran geäußert, dass Hucho perryi tatsächlich ein Vertreter der Gattung Hucho ist. Auf Basis von morphologischen und ökologischen Merkmalen wurde die Art 1972 zunächst in eine eigene Untergattung Parahucho innerhalb der Gattung Hucho gestellt (Hucho (Parahucho) perryi). Bereits in der ersten Hälfte der 1980er Jahre schlugen einige Autoren vor die Art aus der Gattung Hucho auszugliedern und in eine eigenständige Gattung Parahucho zu stellen. Der Vorschlag stieß zunächst auf Ablehnung, wurde durch spätere molekulargenetische Untersuchungen jedoch in vollem Umfang gerechtfertigt.

### Systematik
Die Gattung Hucho wird als Teil der Unterfamilie der Salmoninae innerhalb der Familie der Salmonidae gewertet. Die Unterfamilie der Salmoninae umfasst neben der Gattung Hucho auch die Gattungen Brachymystax, Oncorhynchus, Parahucho, Salmo und Salvelinus. Die verwandtschaftlichen Beziehungen der einzelnen Gattungen innerhalb der Salmoninae sind noch keineswegs vollständig geklärt. Das nebenstehende Kladogramm zeigt das Ergebnis molekulargenetischer Untersuchungen an 42 Arten der Salmoninae.
Das Kladogramm weist Hucho als Schwesterngattung von Brachymystax aus. Beide Gattungen bilden eine gemeinsame Klade die basal von der Hauptgruppe der Salmoninae abzweigt. Die Gattung Parahucho zeigt sich hingegen als Schwesterntaxon der Gattung Salmo. Sie wurzelt tief innerhalb der Hauptgruppe der Salmoninae und ihr Status als eigenständige Gattung wird bestätigt.
Ältere Analysen auf Basis rein morphologischer Merkmale hatten widersprüchliche Ergebnisse geliefert und die Gattung Hucho entweder als Schwesterngattung von Brachymystax oder als Schwesterngattung von Salvelinus gezeigt. In diesen Analysen wird Parahucho zudem als der Gattung Hucho zugehörig gewertet.

### Arten und Verbreitung

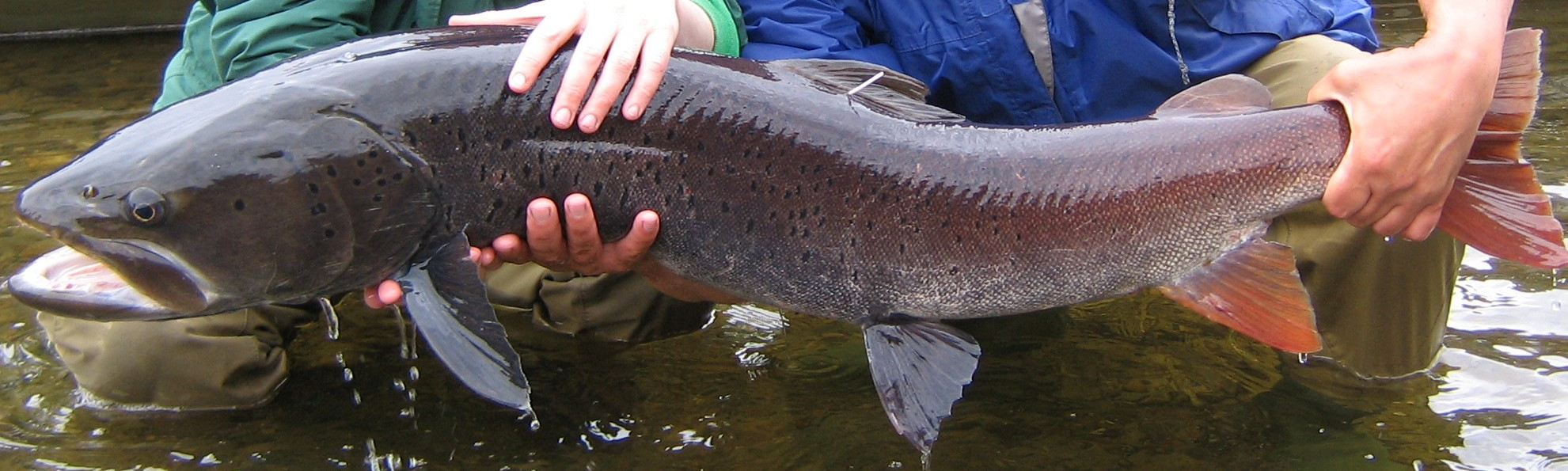
Taimen (Hucho taimen)

In der Gattung Hucho werden vier Arten mit jeweils eigenständigen Verbreitungsgebieten unterschieden.
- Hucho bleekeri Kimura, 1934 – Endemisch im Einzugsgebiet des Jangtsekiang[17]
- Hucho hucho (Linnaeus, 1758) (Huchen) – Endemisch im Einzugsgebiet der Donau[18]
- Hucho ishikawae Mori, 1928 – Endemisch im Einzugsgebiet des Yalu[19]
- Hucho taimen (Pallas, 1773) (Taimen) – Ausgedehntes Verbreitungsgebiet im Nordosten Eurasiens. Populationen finden sich in den Einzugsgebieten der Kama, der Petschora, des Ob, Ural, Jenissei, der Lena, Uda sowie des Tugur und Amur.[20]

## Lebensweise
Die Vertreter der Gattung Hucho leben ausschließlich im Süßwasser und beschränken ihre Wanderbewegungen auf dieses Habitat (potamodrom), während Parahucho perryi ausgedehntere Wanderzüge in Brackwassergebiete und vollmarine Gewässer unternehmen kann (fakultativ anadrom). Alle Arten der Gattung sind iteropar und pflanzen sich mehrmals im Laufe ihres Lebens fort.
Über das Paarungsverhalten von Hucho bleekeri und Hucho ishikawae ist kaum etwas bekannt. Bei Huchen und Taimen legen die Weibchen durch kräftige Schwanzschläge eine flache Grube im kiesigen Bachbett an, in die sie ihre Eier ablegen, wo sie von den Männchen befruchtet werden. Nach dem Ablaichen ruhen die Weibchen für einige Minuten bevor sie die Laichgrube durch weitere kräftige Schwanzschläge mit Sediment überdecken. Dieses Verhalten (nur das Weibchen gräbt; Ruhephase nach der Eiablage) lässt sich sonst nur bei Vertretern der Gattung Brachymystax beobachten. Bei den Gattungen Salmo, Parahucho und Oncorhynchus wird die Laichgrube ohne Ruhephase, unmittelbar nach Eiablage und Befruchtung geschlossen und bei der Gattung Salvelinus vollführt das Weibchen schlängelnde Bewegungen über der Laichgrube, bevor es diese verschließt. Bei der Gattung Oncorhynchus beteiligt sich zudem auch das Männchen an den Grabarbeiten.